# نصر الله خان (لاعب كرة قدم)
نصر الله خان (بالإنجليزية: Nasrullah Khan) هو لاعب كرة قدم باكستاني في مركز الوسط، ولد في 3 يناير 1985 في كويته في باكستان. شارك مع منتخب باكستان لكرة القدم. أما مع النوادي، فقد لعب مع Pakistan International Airlines FC ‏.

## وصلات خارجية
- نصر الله خان على موقع قاعدة بيانات كرة القدم.إي يو (الإنجليزية)
- نصر الله خان على موقع ناشيونال فوتبول تيمز (الإنجليزية)
- نصر الله خان على موقع GSA (الإنجليزية)